# Ulrich Salchow
Karl Emil Julius Ulrich Salchow (Copenhaguen, Dinamarca, 7 d'agost de 1877 – Estocolm, 19 d'abril de 1949) va ser un patinador artístic sobre gel suec que va dominar aquest esport durant la primera dècada del segle xx.
Salchow guanyà el Campionat del món de patinatge artístic sobre gel deu vegades, entre 1901 i 1905, i entre 1907 i 1911. Aquest fet continua sent un rècord, sols igualat pels 10 títols de Sonja Henie entre les dècades de 1920 i 1930 i els 10 d'Irina Rodninà entre les dècades de 1960 i 1970. A més fou segon en tres ocasions. Salchow no va disputar el Campionat del món de 1906 disputat a Múnic, ja que creia que no seria jutjat de manera imparcial pel jutge alemany Gilbert Fuchs. A més a més guanyà nou edicions del Campionat d'Europa (1898–1900, 1904, 1906–1907, 1909–1910, 1913).
El 1908, als Jocs Olímpics de Londres, el Patinatge artístic sobre gel va debutar en uns Jocs. Salchow guanyà amb facilitat la medalla d'or en la prova individual del programa de patinatge artístic per davant dels seus compatriotes Richard Johansson i Per Thorén.
El 1920, un cop finalitzada la Primera Guerra Mundial, Salchow disputà els segons i darrers Jocs Olímpics, en aquesta ocasió a Anvers, on fou quart en la prova individual del programa de patinatge artístic.
Un cop retirat de l'esport en actiu, continuà vinculat al patinatge com a president de la International Skating Union (ISU) entre 1925 i 1937. Entre 1928 i 1939 fou president de l'AIK.

## Resultats
| Competició          | 1895 | 1896 | 1897 | 1898 | 1899 | 1900 | 1901 | 1902 | 1903 | 1904 | 1905 | 1906 | 1907 | 1908 | 1909 | 1910 | 1911 | 1913 | 1920 |
| ------------------- | ---- | ---- | ---- | ---- | ---- | ---- | ---- | ---- | ---- | ---- | ---- | ---- | ---- | ---- | ---- | ---- | ---- | ---- | ---- |
| Jocs Olímpics       |      |      |      |      |      |      |      |      |      |      |      |      |      | 1r   |      |      |      |      | 4t   |
| Campionat del món   |      |      | 2n   |      | 2n   | 2n   | 1r   | 1r   | 1r   | 1r   | 1r   |      | 1r   | 1r   | 1r   | 1r   | 1r   |      |      |
| Campionat d'Europa  |      |      |      | 1r   | 1r   | 1r   | 3r   |      |      | 1r   |      | 1r   | 1r   |      | 1r   | 1r   |      | 1r   |      |
| Campionat de Suècia | 1r   | 1r   | 1r   |      |      |      |      |      |      |      |      |      |      |      |      |      |      |      |      |